# Колбі Стівенсон
Колбі Стівенсон (3 жовтня 1997 , Портсмут, Нью-Гемпшир ) — американський фристайліст, срібний призер Олімпійських ігор 2022 року.

## Олімпійські ігри
| Рік  | Місто        | Слоупстайл | Біг-ейр |
| ---- | ------------ | ---------- | ------- |
| 2022 | Пекін, Китай | 7          | 2       |

## Чемпіонат світу
| Рік  | Місто              | Слоупстайл | Біг-ейр |
| ---- | ------------------ | ---------- | ------- |
| 2015 | Крайшберг, Австрія | 8          | —       |
| 2021 | Аспен, США         | 2          | 17      |